# هام (مدينة)
هام (بالألمانية: Hamm) (باللاتينية:Hammona) هي مدينة في وسط ولاية شمال الراين - وستفاليا الألمانية. تقع المدينة في شمال غرب محافظة آرنسبيرغ على الطرف الشرقي لمنطقة لحوض الرور. تعتبر حسب بيانات التخطيط الإقليمية، مركزا وسطيا وهي عضو في الرابطة الإقليمية لوستفاليا - ليبه ولرابطة الرور الإقليمية. بلغت حدود هام الحالية مساحتها بعد آخر الإصلاحات الإدارية في الأول من كانون الثاني عام 1975، وتعدت حاجز ال 100000 نسمة كعدد للسكان في نفس الوقت، ما جعلها تتمتع بصفة المدينة الكبرى. هام هي مركز المحكمة العليا الأكبر في ألمانيا.

## توأمة
لهام (مدينة) اتفاقيات توأمة مع كل من:
- أورانينبورغ
- أفيون قره حصار
- برادفورد
- تشاتانوغا
- كاليش
- مازاتلان
- تول
- كروتوني
- سانتا مونيكا
- ميته

## من أعلام المدينة
- فريدريش هيرتسبروخ